# Albert II de Mecklembourg-Stargard
Albert II de Mecklembourg-Stargard (né avant 1400 – mort entre le 11 février 1421 et le 4 octobre 1423) fut  corégent du duché de Mecklembourg-Stargard, seigneur de Neubrandenburg, Stargard, Strelitz et Wesenberg de 1417 jusqu'à sa mort.

## Biographie
Albert est le fils ainé de  Ulrich Ier et de son épouse Marguerite, la fille de Świętobór Ier de Poméranie-Stettin.
Albert II est probablement né avant 1400. À la mort de leur père en 1417 Albert et son jeune frère Henri héritent du duché de Mecklembourg-Stargard. Comme ils sont encore mineurs ils sont sous la garde d'un conseil de régence. Albert est mentionné encore en vie pour la dernière fois dans un document du 11 février 1421. Dans un autre document du 4 octobre 1423, son jeune frère apparait comme seul duc. Albert ne s'est pas marié et n'a pas eu d'enfant.